# Collado del Mirón
Collado del Mirón ist ein zentralspanischer Ort und eine Gemeinde (municipio) mit 20 Einwohnern (Stand: 2024) in der Provinz Ávila in der Autonomen Region Kastilien-León. 

## Lage und Klima
Die Gemeinde Collado del Mirón liegt auf der Nordseite der Sierra de Gredos im Südwesten der Provinz Ávila in einer Höhe von ca. 1165 m. Die Entfernung nach Ávila beträgt knapp 60 km (Fahrtstrecke) in ostnordöstlicher Richtung. Das Klima ist gemäßigt bis warm; der Regen (838 mm/Jahr) fällt mit Ausnahme der trockenen Sommermonate übers Jahr verteilt.

## Bevölkerungsentwicklung
| Jahr      | 1970 | 1981 | 1991 | 2001 | 2011 | 2021 |
| Einwohner | 225  | 170  | 124  | 73   | 45   | 31   |

## Sehenswürdigkeiten

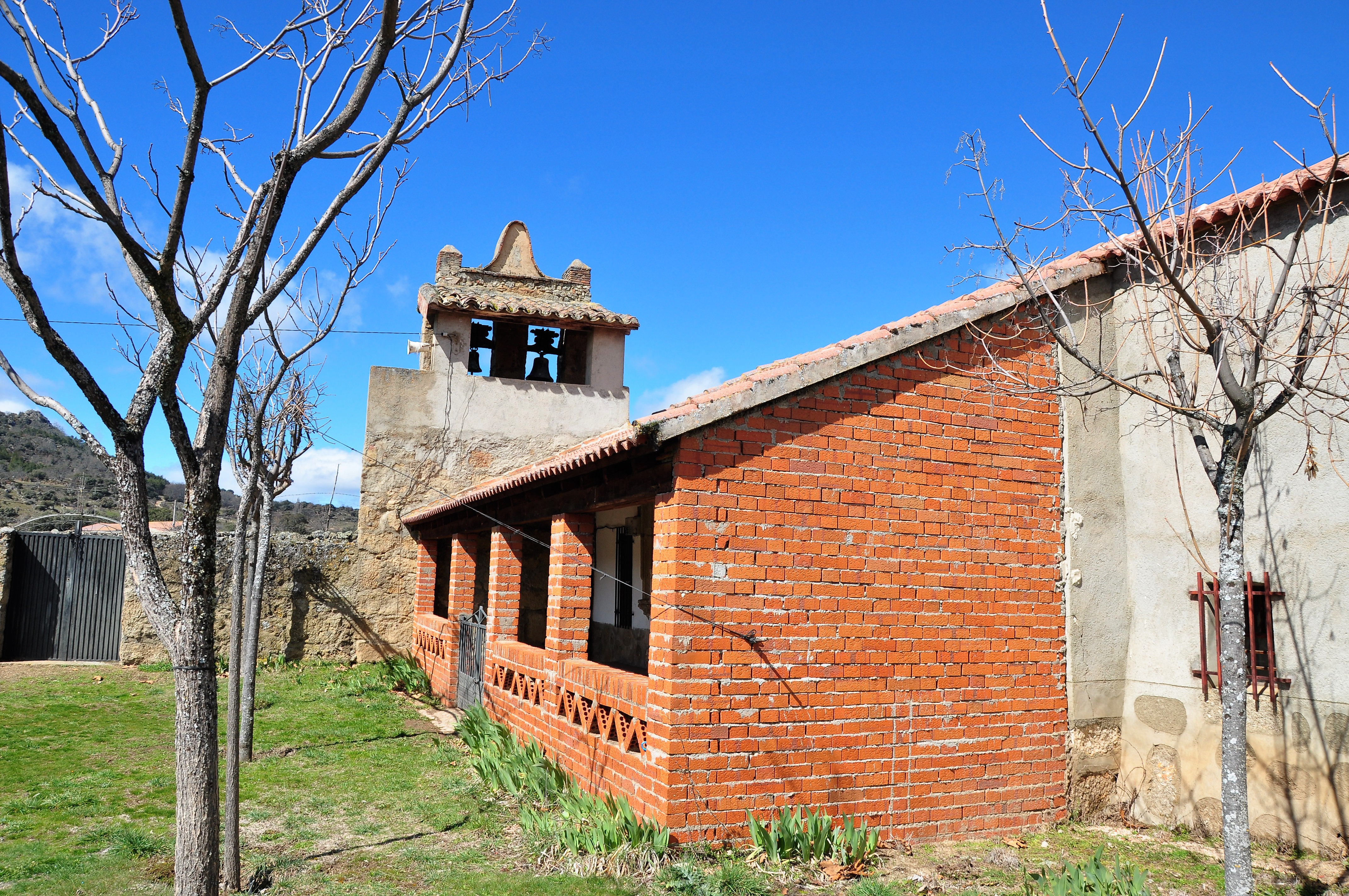
Trinitätskirche

- Trinitätskirche